# Sarcohyla floresi
A Sarcohyla floresi a kétéltűek (Amphibia) osztályának békák (Anura) rendjébe és a levelibéka-félék (Hylidae) családjába, azon belül a Hylinae alcsaládba tartozó faj.

## Előfordulása
A faj Mexikó endemikus faja. Guerrero szövetségi állam középső részén és México szövetségi államban, 1400–2000 m-es tengerszint feletti magasságban honos.